# Fornovolasco
Fornovolasco is een plaats (frazione) in de Italiaanse gemeente Vergemoli.